# Cyclommatus pahangensis
Cyclommatus pahangensis es una especie de coleóptero de la familia Lucanidae. Presenta las subespecies: Cyclommatus pahangensis chiangmaiensis y Cyclommatus pahangensis pahangensis.

## Distribución geográfica
Habita en la Península de Malaca.